# Теория схем (психология)
Теория схем создана в рамках теории обучения. Используется в теории когнитивной нагрузки.
Схемы — организованные, структурированные, разбитые на кластеры и абстрактные блоки информации, которые обобщаются как сети информации с указанными взаимосвязями между фактами и действиями.
Теория схем утверждает, что используемая человеком во время обучения схема будет определять, как обучаемый интерпретирует задачу, которой необходимо обучиться, как обучаемый понимает информацию и какое он получает знание.